# Cernusco sul Naviglio
Pour les articles homonymes, voir Cernusco sul Naviglio (homonymie).
Cernusco sul Naviglio est une ville italienne de la ville métropolitaine de Milan, dans la région de la Lombardie.

## Culture

### Personnalités liées à la commune
- Vitale Sala (1803-1835), peintre ;
- Simona Malpezzi (née en 1972), enseignante et femme politique ;

## Administration
| Période                                  | Période  | Identité                  | Étiquette | Qualité |
| ---------------------------------------- | -------- | ------------------------- | --------- | ------- |
| 12/06/2007                               | En cours | Eugenio Alberto Comincini |           |         |
| Les données manquantes sont à compléter. |          |                           |           |         |

### Frazione
Ronco, Villa Fiorita, Cascina Gaggiolo, Residenza Summit

### Communes limitrophes
Brugherio, Carugate, Cologno Monzese, Bussero, Cassina de' Pecchi, Vimodrone, Pioltello, Vignate, Rodano

## Cascine
Ensembles agricoles très intéressants d'un point de vue historique, artistique et architectural, les cascine sont nombreuses sur le territoire de la commune. Les cascine "Imperiale", "Castellana", "Ronco", "Olearia", "Gaggiolo", "Torriana" sont parmi les mieux conservées et les plus caractéristiques.